# 霍靈斯沃斯山
67°15′S 50°21′E / 67.250°S 50.350°E
霍靈斯沃斯山是南極洲的山峰，位於恩德比地的阿蒙森灣南部，處於普里斯特利峰以南2公里，該山峰根據澳大利亞探險隊的空中照片被繪入地圖，以莫森站的地球物理學家命名。